# Bürgel (Thüringen)
Bürgel ist eine Landstadt im Saale-Holzland-Kreis im thüringischen Saaletal, zwischen Jena und Eisenberg.
Ihre Bekanntheit verdankt die Stadt keramischen Erzeugnissen. Typisch für die Bürgeler Keramik sind die blauen Gefäße mit weißen Punkten. Es gibt derzeit rund zehn Töpfereien in Bürgel. Jährlich findet Ende Juni der Bürgeler Töpfermarkt statt.

## Geografie
Angrenzende Gemeinden sind im Uhrzeigersinn die Stadt Schkölen im Norden, Mertendorf, Rauschwitz und Hainspitz im Nordosten, Serba im Osten, Waldeck im Südosten, Albersdorf, Scheiditz und Schöngleina im Süden, Großlöbichau und Jenalöbnitz im Westen sowie Graitschen, Nausnitz und Poxdorf im Nordwesten.
Stadtgliederung
Bürgel umfasst die Ortsteile
- Thalbürgel,
- Gniebsdorf,
- Beulbar,
- Gerega,
- Ilmsdorf,
- Hetzdorf,
- Silberthal,
- Droschka,
- Göritzberg,
- Hohendorf,
- Nischwitz,
- Lucka,
- Rodigast und
- Taupadel.

Außerdem ist Bürgel erfüllende Gemeinde für die Dörfer Nausnitz, Graitschen bei Bürgel und Poxdorf, die weiterhin eigenständige Gemeinden sind.

## Geschichte

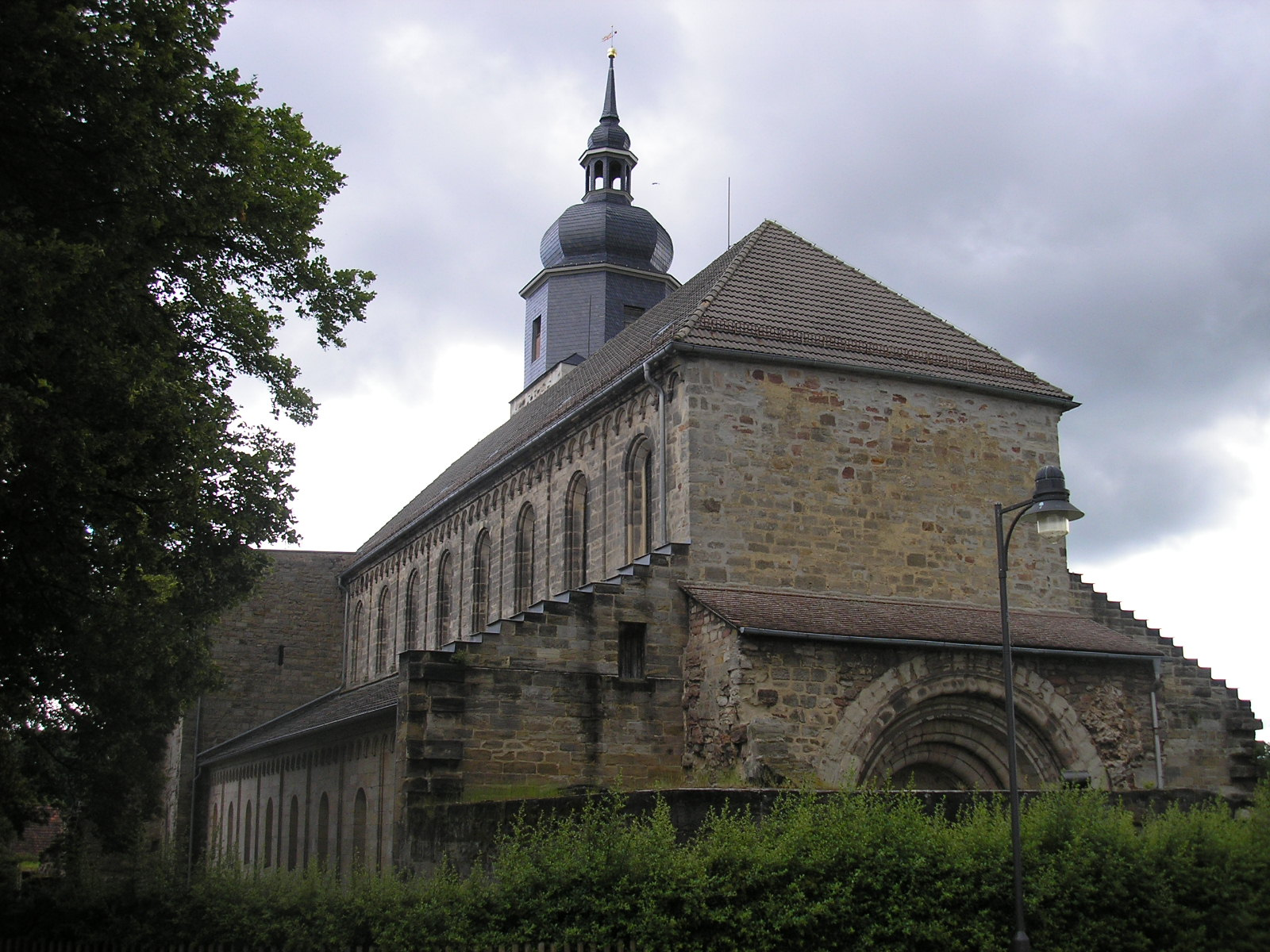
Romanische Klosterkirche im Ortsteil Thalbürgel

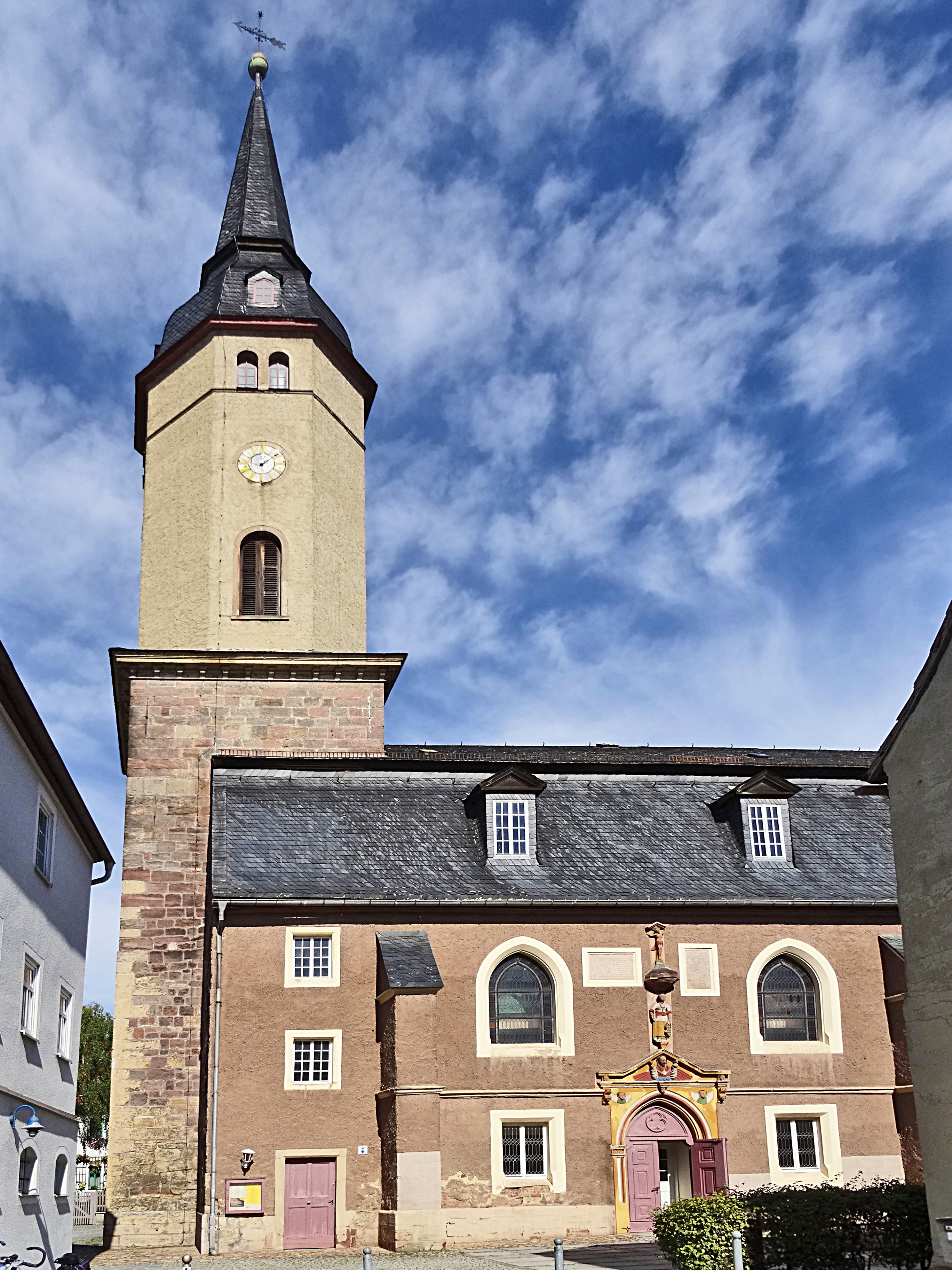
Kirche St. Johannes

Der Name Bürgel taucht laut Martin Crusius in seinen Annalibus Suevicis erstmals anlässlich des Merseburger Turniers im Jahre 968 mit dem Turnier-Teilnehmer Erich Herr zu Gleißberg und Bürgelin auf. Bürgel selbst, wurde erstmals urkundlich am 13. Februar 1133 als Ort erwähnt. 1234 wurde Bürgel als Stadt unter 24 Städten Thüringens erwähnt.
Im Bereich der Altstadt auf dem südlich gelegenen Georgenberg lag eine Befestigung. Diese Burg, von der noch Mauerreste vorhanden sind, hat wohl auch der Stadt den Namen gegeben. Sowohl die Stadt Bürgel, als auch das im Ortsteil Thalbürgel gelegene Kloster Bürgel haben ihren Namen von der ehemaligen Burg (Bürgelin) auf dem Georgenberg. Die Wegekreuzung der Nord-Süd- und Ost-West-Straße an der Gleisefurt (schon 1283 als „Quere“ genannt = altes Recht der Stadt) bot eine günstige Voraussetzung für die Stadt und das Kloster. Nachdem das Saaletal kultiviert und eine Brücke in Dorndorf über die Saale gebaut war, versiegten die Verkehrsströme bei Bürgel, was eine andere Entwicklung erforderte.
Eine kleine Burg lag südwestlich von Hohendorf auf dem Goldberg. Sie diente wahrscheinlich zur Kontrolle der aus Stadtroda nach Naumburg führenden alten Handelsstraße. Reste der Anlage sind Terrassen und flache Gräben sowie ein nördlich gelegener Geländeabsatz. Zwei Linden markieren den Platz. Im sogenannten Hofgarten von Beulbar war ein Herrensitz mit einer Burg und später einer überbauten Marienkapelle vorhanden. Ein Spitzahorn und Ruinenhügel markieren heute die Stelle.
Im Ortsteil Gniebsdorf sind noch Wallreste einer mittelalterlichen Ortsbefestigung auffällig zu sehen. Bei der Anfahrt zum Ortsteil von der B 7 ist eine Wiese mit großen Bäumen bestanden. In den Gärten ist der Wall stark verschliffen.
Das Töpfereigewerbe ist seit dem 15. Jahrhundert nachgewiesen, seit dem 17. Jahrhundert hat Bürgel den Beinamen „Töpferstadt“. 1660 wurde die erste Töpferinnung gegründet.
Die Stadt Bürgel gehörte zum Besitz des Klosters Bürgel und kam nach dessen Auflösung im Zuge der Reformation im Jahr 1526 zum ernestinischen Amt Bürgel. Dieses gehörte aufgrund mehrerer Teilungen zu verschiedenen ernestinischen Herzogtümern. 1677 ließ Herzog Bernhard von Sachsen-Jena einen Tiergarten im Amt Bürgel anlegen. Ab 1815 war die Stadt Teil des Großherzogtums Sachsen-Weimar-Eisenach, das sie 1850 dem Verwaltungsbezirk Weimar II (Verwaltungsbezirk Apolda) angliederte. 1920 kam der Ort zum Land Thüringen. 1905 wurde Bürgel an die Bahnstrecke Crossen–Porstendorf angeschlossen, die 1969 stillgelegt wurde.
Die Zeit des Nationalsozialismus war bis in die letzten Tage von Terror gekennzeichnet. Ein Ehepaar und der Bürgermeister von Taupadel, die sich für die Beendigung des Krieges ausgesprochen hatten, gerieten im April 1945 in die Fänge einer SS-Streife, die sie in der Flur westlich von Rodigast ermordete. Auf ihrem Grab auf dem Friedhof von Taupadel sowie in Rodigast erinnern Gedenksteine an diese Opfer. Während des Zweiten Weltkrieges mussten Frauen und Männer aus Polen in der Stadt und ihrer Umgebung in der Landwirtschaft Zwangsarbeit verrichten. Sieben Opfer der Zwangsarbeit sind auf dem Friedhof Bürgel begraben. Häftlinge des KZ Buchenwald schleppten sich auf einem Todesmarsch im April 1945 auf der B 7 durch die Gemarkung Bürgel, wobei aufgrund des Terrors der SS-Mannschaften 43 Tote zurückblieben. Sie wurden in Bürgel, Thalbürgel, Gniebsdorf, Rodigast, Taupadel, Droschka und Eisenberg begraben. Seit 1979 erinnert eine Gedenktafel am Bürgeler Rathaus an die Opfer des Todesmarsches.

### Einwohnerentwicklung
Entwicklung der Einwohnerzahl (31. Dezember):
| - 1994: 2964 - 1995: 3051 - 1996: 3135 - 1997: 3272 - 1998: 3332 - 1999: 3389 | - 2000: 3366 - 2001: 3318 - 2002: 3330 - 2003: 3341 - 2004: 3291 - 2005: 3304 | - 2006: 3269 - 2007: 3228 - 2008: 3195 - 2009: 3173 - 2010: 3137 - 2011: 3117 | - 2012: 3067 - 2013: 3052 - 2014: 3053 - 2015: 3069 - 2016: 3079 - 2017: 3137 | - 2018: 3132 - 2019: 3058 - 2020: 3047 - 2021: 3032 - 2022: 3033 - 2023: 3070 |

## Politik

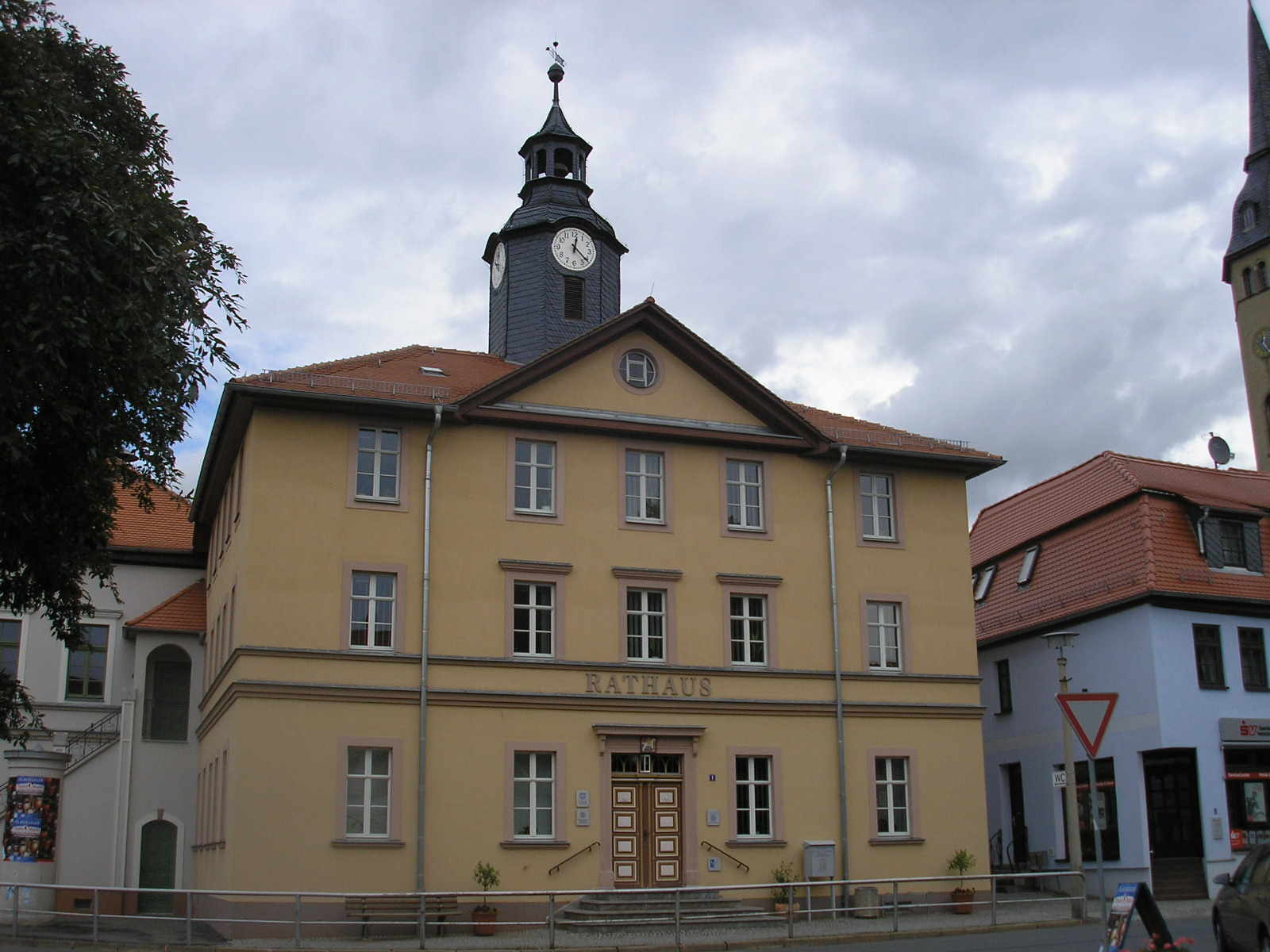
Rathaus

Bürgel ist die erfüllende Gemeinde für die Orte Graitschen b. Bürgel, Nausnitz und Poxdorf.

### Stadtrat
Bei der Wahl zum Stadtrat am 26. Mai 2024 kam es zu folgendem Ergebnis:
- Christlich Demokratische Union Deutschlands (CDU): 9 Sitze, Stimmenanteil 53,8 %
- Unabhängige Liste Bürgel (ULB): 7 Sitze, Stimmenanteil 46,2 %

### Bürgermeister
Hauptamtlicher Bürgermeister ist Sebastian Förster (CDU). Er wurde am 1. September 2024 mit 85,2 % der abgegebenen gültigen Stimmen gewählt. Zuvor waren seit 1997 Christian Nitsch (parteilos) und seit 2015 Johann Waschnewski (CDU) im Amt.

### Wappen
Das Stadtwappen zeigt den Stadtpatron St. Georg als Ritter mit goldener Rüstung auf rotem Grund beim Erlegen eines grünen Drachen.

### Städtepartnerschaften
Vecpiebalga in Lettland ist Partnerstadt von Bürgel. Mit Riedlingen in Baden-Württemberg besteht eine Städtefreundschaft.

## Medien
Neben dem von der Stadt herausgegebenen Bürgler Amtsblatt erscheinen wöchentlich die Anzeigenblätter Hallo Jena und Allgemeiner Anzeiger. Die Ostthüringer Zeitung berichtet in ihrem Lokalteil Eisenberg über Ereignisse in Bürgel.

## Feuerwehr
Die Stadt Bürgel verfügt über eine eigene Freiwillige Feuerwehr als Stützpunktfeuerwehr. Der Stützpunkt befindet sich in Bürgel selbst. Weitere Feuerwehrhäuser, welche jedoch nur mit einem Kleinlöschfahrzeug besetzt sind, befinden sich in Rodigast und Ilmsdorf-Beulbar.

## Verkehr

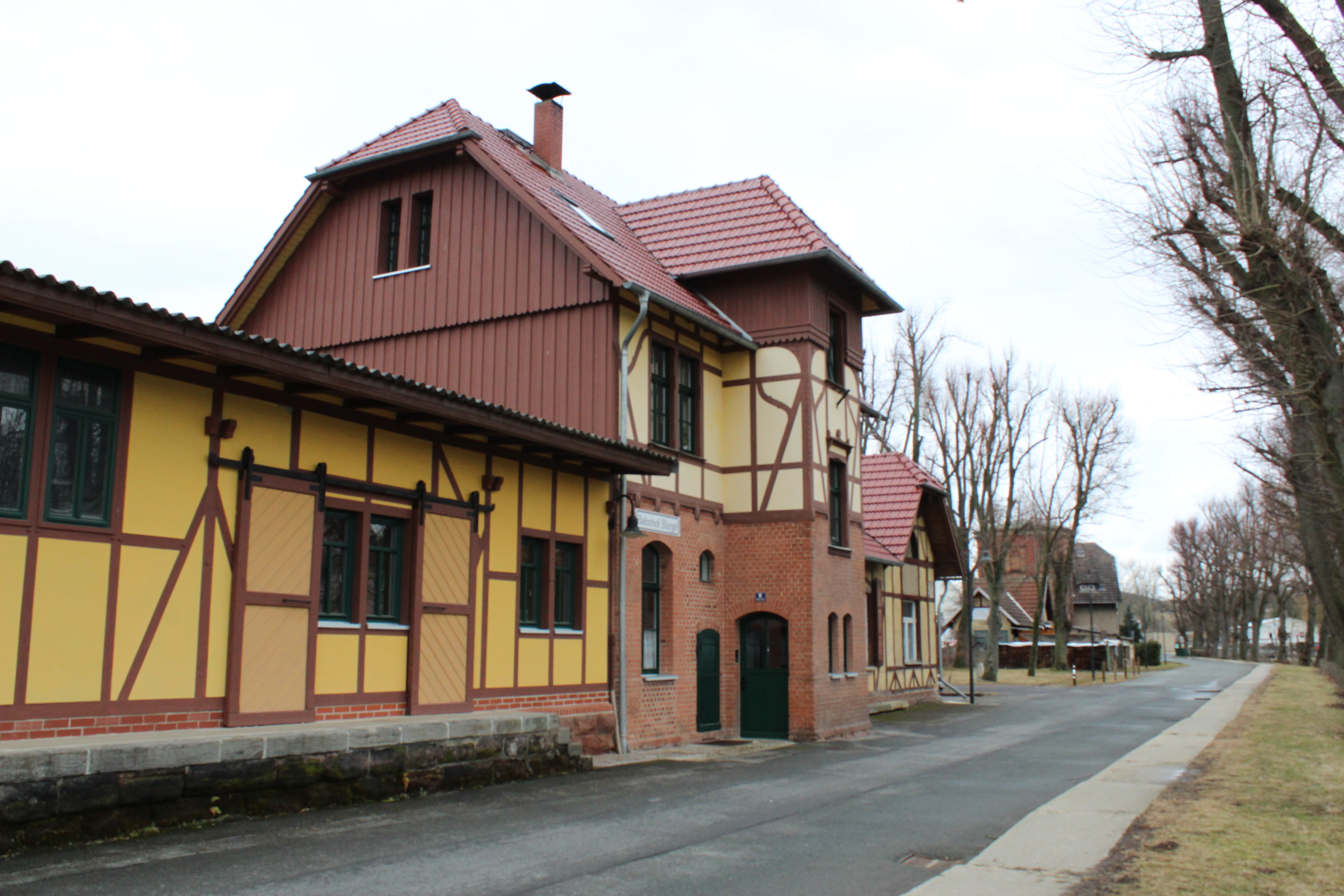
Ehemaliger Bahnhof Bürgel (2018)

Durch Bürgel führt die vielbefahrene Bundesstraße 7. In regelmäßigen Abständen verkehren außerdem durch die JES Verkehrsgesellschaft mbH betriebene Busse nach Jena über Großlöbichau oder Graitschen, nach Eisenberg über Hainspitz, nach Hohendorf, nach Gerega über Ilmsdorf und Thalbürgel, sowie zahlreiche weitere Ortschaften der Region, auf manchen Strecken allerdings nur an Schultagen als Schulbusse.
Die Bahnstrecke Crossen an der Elster–Porstendorf ist seit 1969 stillgelegt.

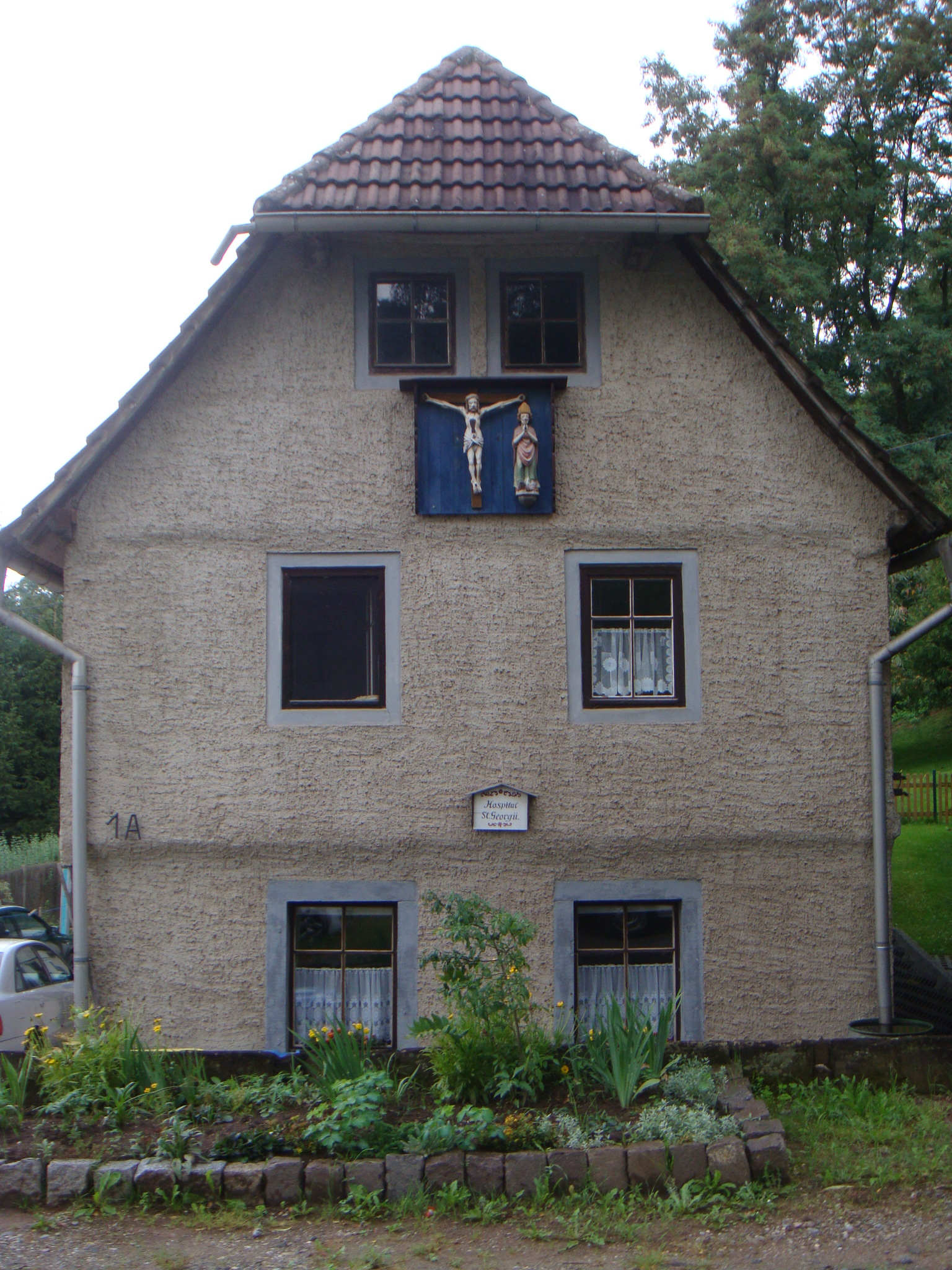
Ehemaliges Hospital unterhalb des Stadtplateaus

## Kultur und Sehenswürdigkeiten
Im Ort befindet sich die gotische Kirche St. Johannes sowie ein Keramikmuseum. Seit 1971 findet alljährlich ein Töpfermarkt statt (außer in den Jahren 1982, 1983 und 2020).
Weitere Sehenswürdigkeiten sind das Museum im ehemaligen Zinsspeicher des Bürgeler Klosters sowie die romanische Kirche der ehemaligen Benediktinerabtei, die 1133 gestiftet wurde und in der seit rund zwanzig Jahren Konzerte stattfinden.
Am Fuß des Aufgangs zur Stadt Bürgel befindet sich das ehemalige Hospital St. Georg.
Auf dem Friedhof des Ortsteiles Thalbürgel erinnert eine Grabstätte mit Gedenkstein an fünf unbekannte KZ-Häftlinge eines Todesmarsches des KZ Buchenwald, die im April 1945 von SS-Männern ermordet wurden.

## Persönlichkeiten

### Ehrenbürger
- 1917: Paul von Hindenburg (1847–1934), Generalfeldmarschall[18]

### Söhne und Töchter der Stadt
- Zacharias Brendel der Ältere (1553–1626), Philosoph, Physiker, Mediziner und Botaniker an der Universität Jena
- Johann David Weidner (1721–1784), Architekt des Barock
- Johann Heinrich Krause (1800–1882), Philologe
- Huldreich Matthes (1850–1926), Forstmann und Hochschullehrer
- Otto Oettel (1878–1961), Bildhauer, Maler und Grafiker
- Julius Frankenberger (1888–1943), Literaturwissenschaftler, Übersetzer und Hochschullehrer
- Hermann Stöbe (1899–1980), Historiker und Genealoge
- Alfred Buhler (1890–1977), Politiker (KPD/SPD/SED), Landtagsabgeordneter des Freistaates Mecklenburg-Schwerin
- Klaus Burkhardt (1928–2001), Grafiker
- Andreas Preller (* 21. April 1942), Politiker (SPD) und thüringischer Landtagsabgeordneter
- Hannelore Suppe (* 24. September 1943), Leichtathletin, 1965 DDR-Sportlerin des Jahres

### Personen, die in der Stadt gewirkt haben
- Walter Gebauer (1907–1989), Töpfermeister und einer der einflussreichsten Keramiker der DDR
- Christine Freigang (1944–2014), Keramikerin